# Juninho (ur. 1989)
Juninho, właśc. Vitor Gomes Pereira Júnior (ur. 8 stycznia 1989 w São José dos Campos) – brazylijski piłkarz występujący na pozycji środkowego pomocnika w amerykańskim klubie Chicago Fire, do którego jest wypożyczony z Tijuany. Jego brat Ricardo Goulart również jest piłkarzem.

## Kariera klubowa
Juninho jako piętnastolatek dołączył do akademii juniorskiej brazylijskiego giganta – São Paulo FC, w której spędził kolejne pięć sezonów. W 2006 roku triumfował z nią w mistrzostwach stanowych do lat siedemnastu oraz zajął drugie miejsce na rozgrywanym w Hiszpanii turnieju Mundialito. W 2007 roku triumfował natomiast w rozgrywkach młodzieżowych Dallas Cup. Nie potrafił się jednak przebić do pierwszej drużyny, wobec czego w lutym 2009 udał się na wypożyczenie do grającego w lidze stanowej zespołu Toledo Colônia Work, którego barwy reprezentował bez większych sukcesów przez kolejne trzy miesiące. W styczniu 2010, wraz ze swoimi kolegami klubowymi Alexem Cazumbą i Leonardo, został wypożyczony do amerykańskiego Los Angeles Galaxy. W Major League Soccer zadebiutował 27 marca 2010 w wygranym 1:0 spotkaniu z New England Revolution i od razu wywalczył sobie niepodważalne miejsce w formacji środka pola, dołączając do grona czołowych pomocników ligi.
Premierowego gola w MLS strzelił 4 lipca 2010 w wygranej 3:1 konfrontacji z Seattle Sounders, zaś już w swoim pierwszym sezonie 2010 zajął z Galaxy pierwsze miejsce w konferencji zachodniej i wywalczył nagrodę Supporters' Shield. Sukcesy te powtórzył także w sezonie 2011, kiedy to ponadto zdobył z ekipą prowadzoną przez Bruce'a Arenę trofeum MLS Cup (mistrzostwo MLS). Bezpośrednio po tym osiągnięciu powrócił do São Paulo, podpisując z nim nowy, trzyletni kontrakt, jednak już w lutym 2012 ponownie dołączył do Galaxy na zasadzie rocznego wypożyczenia. W sezonie 2012, niezmiennie w roli kluczowego gracza Galaxy, wywalczył z zespołem drugie z rzędu mistrzostwo MLS, zaś w styczniu 2013 został wykupiony przez Galaxy na stałe. W sezonie 2014, tworząc duet środkowych pomocników ze swoim rodakiem Marcelo Sarvasem, trzeci raz wywalczył z ekipą mistrzostwo MLS. Ogółem w barwach Galaxy spędził pięć lat, rozgrywając 223 mecze i jest uznawany za jednego z najbardziej zasłużonych graczy w historii klubu.
Wiosną 2016 Juninho przeszedł do meksykańskiego Club Tijuana, w którego barwach 16 stycznia 2016 w wygranym 1:0 meczu z Dorados zadebiutował w tamtejszej Liga MX. Pierwszego gola w lidze meksykańskiej strzelił natomiast trzynaście dni później w zremisowanym 2:2 pojedynku z Veracruz.
| Sezon     | Klub               | Kraj              | Rozgrywki           | Mecze | Bramki |
| --------- | ------------------ | ----------------- | ------------------- | ----- | ------ |
| 2010      | Los Angeles Galaxy | Stany Zjednoczone | Major League Soccer | 28    | 2      |
| 2011      | Los Angeles Galaxy | Stany Zjednoczone | Major League Soccer | 33    | 4      |
| 2012      | Los Angeles Galaxy | Stany Zjednoczone | Major League Soccer | 38    | 7      |
| 2013      | Los Angeles Galaxy | Stany Zjednoczone | Major League Soccer | 34    | 1      |
| 2014      | Los Angeles Galaxy | Stany Zjednoczone | Major League Soccer | 39    | 1      |
| 2015      | Los Angeles Galaxy | Stany Zjednoczone | Major League Soccer | 35    | 4      |
| 2015/2016 | Club Tijuana       | Meksyk            | Liga MX             |       |        |